# Dick's Picks Volume 21
Dick's Picks Volume 21 je koncertní album skupiny Grateful Dead. Jedná se o 21. pokračování série Dick's Picks. Album vyšlo 20. března 2001 u Grateful Dead Records a nahráno bylo 1. listopadu 1985 v Richmondu ve Virginii.

## Seznam skladeb
| Disk 1 | Disk 1                | Disk 1                       | Disk 1 |
| Pořadí | Název                 | Autor                        | Délka  |
| ------ | --------------------- | ---------------------------- | ------ |
| 1.     | Dancing in the Street | Gaye, I.J. Hunter, Stevenson | 6:52   |
| 2.     | Cold Rain and Snow    | trad., arr. Grateful Dead    | 7:32   |
| 3.     | Little Red Rooster    | Dixon                        | 8:22   |
| 4.     | Stagger Lee           | R. Hunter, Garcia            | 5:55   |
| 5.     | Me and My Uncle       | Phillips                     | 3:04   |
| 6.     | Big River             | Cash                         | 6:19   |
| 7.     | Brown-Eyed Woman      | R. Hunter, Garcia            | 4:55   |
| 8.     | Jack Straw            | R. Hunter, Weir              | 5:24   |
| 9.     | Don't Ease Me In      | trad., arr. Grateful Dead    | 3:14   |

| Disk 2 | Disk 2             | Disk 2            | Disk 2 |
| Pořadí | Název              | Autor             | Délka  |
| ------ | ------------------ | ----------------- | ------ |
| 1.     | Samson and Delilah | trad., arr. Weir  | 7:33   |
| 2.     | High Time          | R. Hunter, Garcia | 8:34   |
| 3.     | He's Gone          | R. Hunter, Garcia | 11:07  |
| 4.     | Spoonful           | Dixon             | 4:54   |
| 5.     | Comes a Time       | R. Hunter, Garcia | 8:26   |
| 6.     | Lost Sailor        | Barlow, Weir      | 7:27   |
| 7.     | Drums              | Hart, Kreutzmann  | 9:06   |

| Disk 3         | Disk 3                | Disk 3                        | Disk 3 |
| Pořadí         | Název                 | Autor                         | Délka  |
| -------------- | --------------------- | ----------------------------- | ------ |
| 1.             | Space                 | Garcia, Lesh, Weir            | 11:26  |
| 2.             | Saint of Circumstance | Barlow, Weir                  | 6:52   |
| 3.             | Gimme Some Lovin'     | Davis, M. Winwood, S. Winwood | 4:27   |
| 4.             | She Belongs to Me     | Dylan                         | 7:54   |
| 5.             | Gloria                | Morrison                      | 6:51   |
| 6.             | Keep Your Day Job     | R. Hunter, Garcia             | 4:14   |
| Celková délka: | Celková délka:        | Celková délka:                | 187:24 |

## Sestava
- Jerry Garcia – sólová kytara, zpěv
- Bob Weir – rytmická kytara, zpěv
- Phil Lesh – basová kytara, zpěv
- Brent Mydland – klávesy, zpěv
- Mickey Hart – bicí
- Bill Kreutzman – bicí